# IC 3222
IC 3222 ist eine Balken-Spiralgalaxie mit aktivem Galaxienkern vom Hubble-Typ SBc im Sternbild Coma Berenices am Nordsternhimmel. Sie ist schätzungsweise 875 Millionen Lichtjahre von der Milchstraße entfernt und hat einen Durchmesser von etwa 235.000 Lichtjahren.

Im selben Himmelsareal befinden sich u. a. die Galaxien NGC 4310, NGC 4311, IC 3237, IC 3247.
Das Objekt wurde am 23. März 1903 von Max Wolf entdeckt.